# Хоэнштайн-Эрнстталь
Хоэнштайн-Эрнстталь (в русской исторической литературе обычно используется название Гогенштейн; нем. Hohenstein-Ernstthal) — город в Германии, в земле Саксония. Подчинён административному округу Кемниц. Входит в состав района Цвиккау. Население составляет 15777 человек (на 31 декабря 2010 года). Занимает площадь 18,33 км². Официальный код — 14 1 73 100.

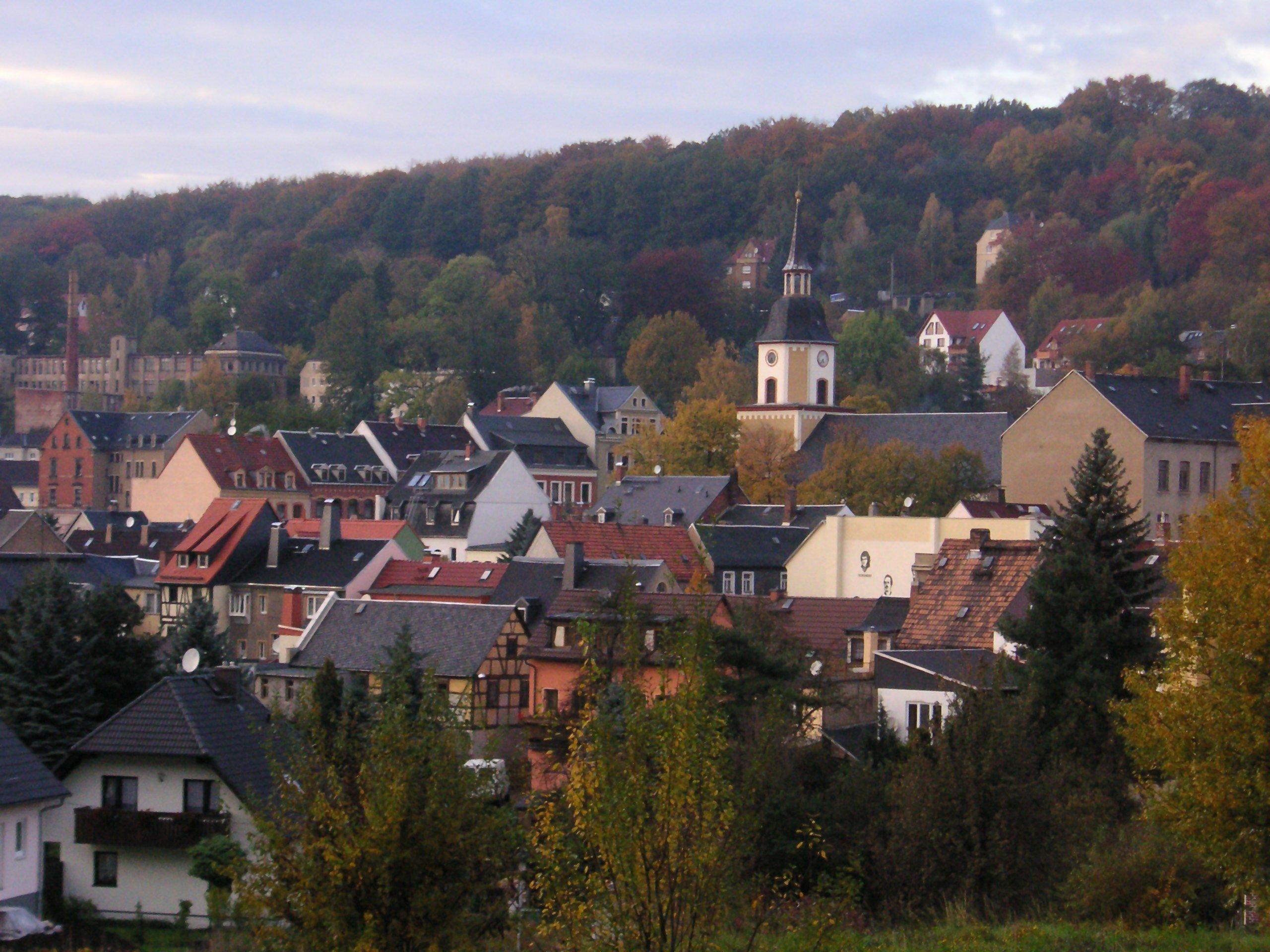
Хоэнштайн-Эрнстталь

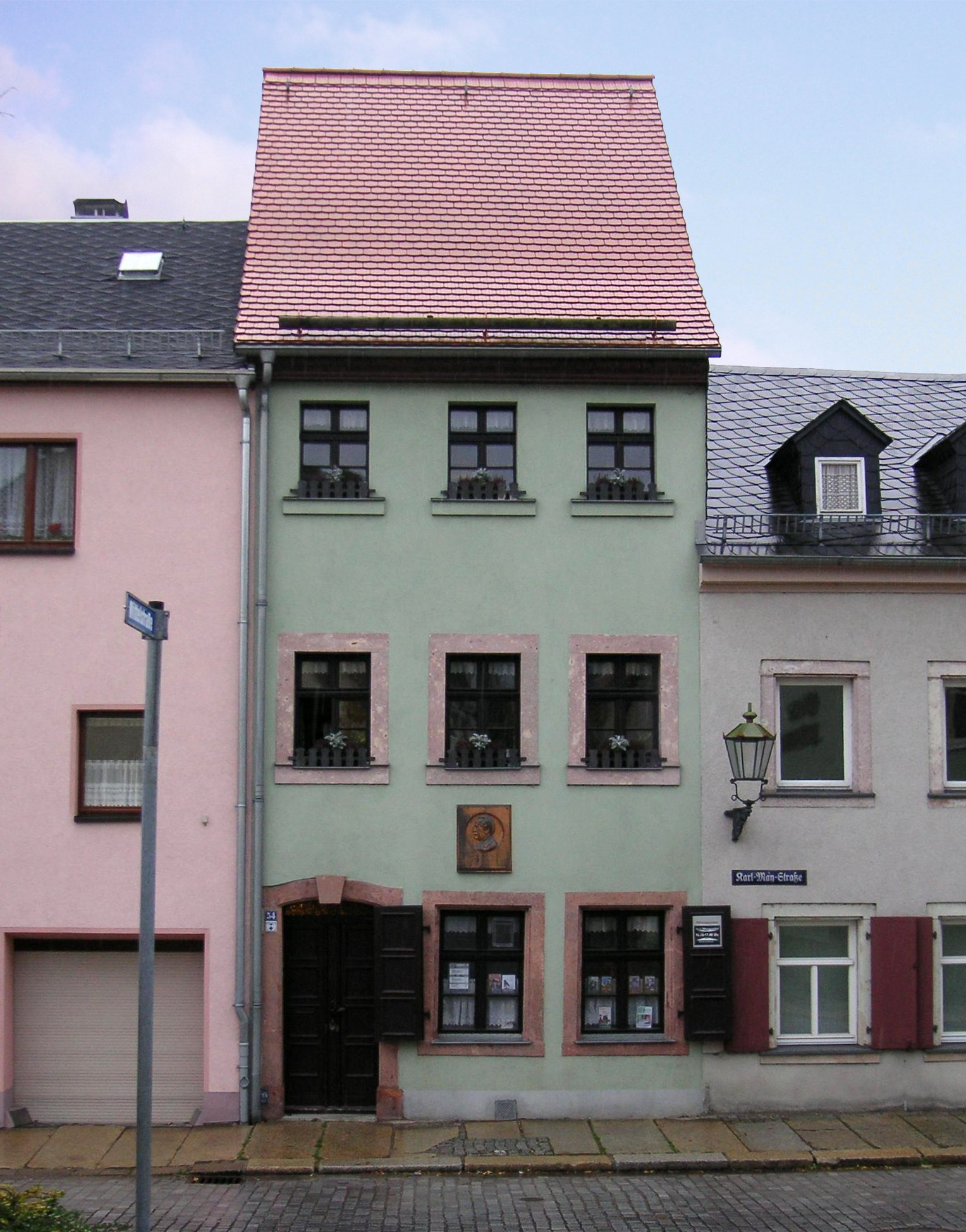
Хоэнштайн-Эрнстталь. Дом, в котором родился писатель Карл Май